# Roman Baber
Pour les articles homonymes, voir Baber.
Roman Baber (né en 1980 en Union soviétique) est un homme politique canadien, député provincial de York-Centre en Ontario de 2018 à 2022.
Il est élu en tant que membre du Parti progressiste-conservateur de l'Ontario, mais il est destitué par le premier ministre Doug Ford, le chef du parti, en janvier 2021. Il siège en tant qu'indépendant jusqu'à la dissolution de l'Assemblée législative le 3 mai 2022. Il ne se représente pas aux élections générales ontariennes de 2022.
Il est candidat à la course à la direction du Parti conservateur du Canada de 2022.

## Biographie
Roman Baber est né dans l'ancienne Union soviétique. Sa famille et lui déménagent en Israël lorsqu'il a huit ans, avant d'émigrer au Canada en 1995, à l'âge de 15 ans,,.
Sa famille s'installe à Toronto dans le quartier de Bathurst Street et Sheppard Avenue, un secteur qu'il représentera plus tard à la législature de l'Ontario. Avocat de profession, il fréquente le William Lyon Mackenzie Collegiate Institute (en) et l'Université York, avant d'obtenir son diplôme de droit à l'Université Western Ontario.

## Carrière politique
Roman Baber est élu député provincial de York-Centre lors des élections générales ontariennes de 2018.

### Dossier sur l'autisme et rapport Baber
En avril 2019, le premier ministre Doug Ford lui demande d'examiner le programme gouvernemental sur l'autisme. L'examen de Baber, appelé plus tard le rapport Baber, est fourni anonymement au Globe and Mail après avoir été partagé avec le Comité consultatif sur l'autisme du gouvernement. Le 29 juillet 2019, le gouvernement de l'Ontario présente ses excuses aux familles d'enfants autistes pour le plan initial et reconnaît que les changements au programme sur l'autisme annoncés plus tôt cette année-là ont été mal conçus,,.

### Exclusion du Parti progressiste-conservateur de l'Ontario
Roman Baber est membre du caucus du Parti progressiste-conservateur de l'Ontario jusqu'au 15 janvier 2021, date à laquelle le premier ministre Doug Ford l'exclut du caucus en raison de son opposition au confinement et aux restrictions imposés par la province pendant la pandémie de Covid-19 en Ontario (en),.
Il est président du Comité de la politique en matière de justice du Parlement jusqu'à son exclusion par une motion du gouvernement le 16 février 2021.
Après son exclusion du parti progressiste-conservateur, il siège en tant qu'indépendant jusqu'à la dissolution de l'Assemblée législative le 3 mai 2022. Il ne se représente pas aux élections générales ontariennes de 2022.

### Candidat à la direction du Parti conservateur fédéral
Le 9 mars 2022, Roman Baber déclare son intention de se présenter à la course à la direction du Parti conservateur du Canada de 2022.